# Edward Dayes
Edward Dayes (1763-1804) fou un aquarel·lista i gravador anglès segons la tècnica anomenada manera negra.

## Biografia
Va estudiar amb William Pether i va començar a exposar a la Royal Academy of Arts el 1786 quan hi va presentar un retrat i escenes de Waltham Cross i Canterbury. Durant els tres anys següents hi va exhibir miniatures i paisatges (va continuar exposant a la Royal Academy regularment fins a l'any de la seua mort amb un total de 64 obres). També va exposar a la Society of Artists of Great Britain.
Es va suïcidar a finals de maig del 1804 i les seues obres foren recollides i editades per E. W. Bradley per a ésser més tard publicades en benefici de la seua vídua el 1805.

## Llegat
Dayes va dibuixar escenes campestres d'arreu de la Gran Bretanya, incloent-hi el Lake District i Gal·les. Gran part del seu treball descrivia ruïnes, les quals pintava en una gamma de colors dominada pels blaus i els verds, i que va influir en els primers treballs de Joseph Mallord William Turner. També establí unes regles detallades per a aconseguir el mètode correcte en la tria de colors de qualsevol paisatge en el seu tractat sobre la pintura de paisatges Instructions for Drawing and Colouring Landscapes, el qual fou publicat pòstumament. Aquest tractat ja començava a resultar antiquat quan es va publicar (1805), sobretot per la seua pretensió que el dibuix i el color eren necessàriament dos processos diferents i que, per tant, els paisatges a la aquarel·la eren "dibuixos tintats". A més, també hi contenia un atac a les "efusions salvatges de les imaginacions pertorbades" de Fuseli. Tot i així, per a l'historiador de l'art Graham Reynolds el treball de Dayes "va marcar la transició del segle xviii al xix".
Thomas Girtin fou deixeble seu.

## Galeria

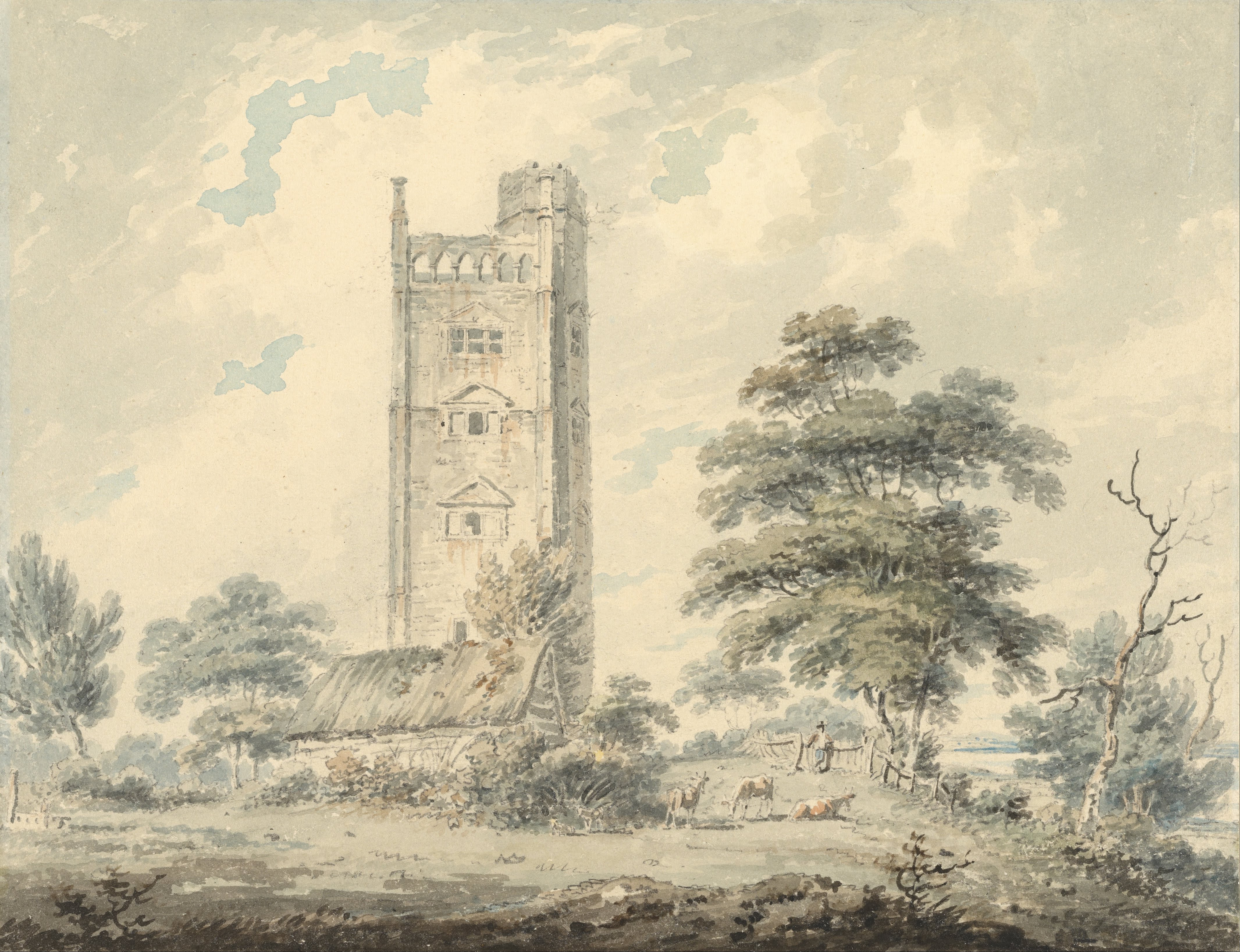
Freston Tower, Suffolk (cap al 1785)
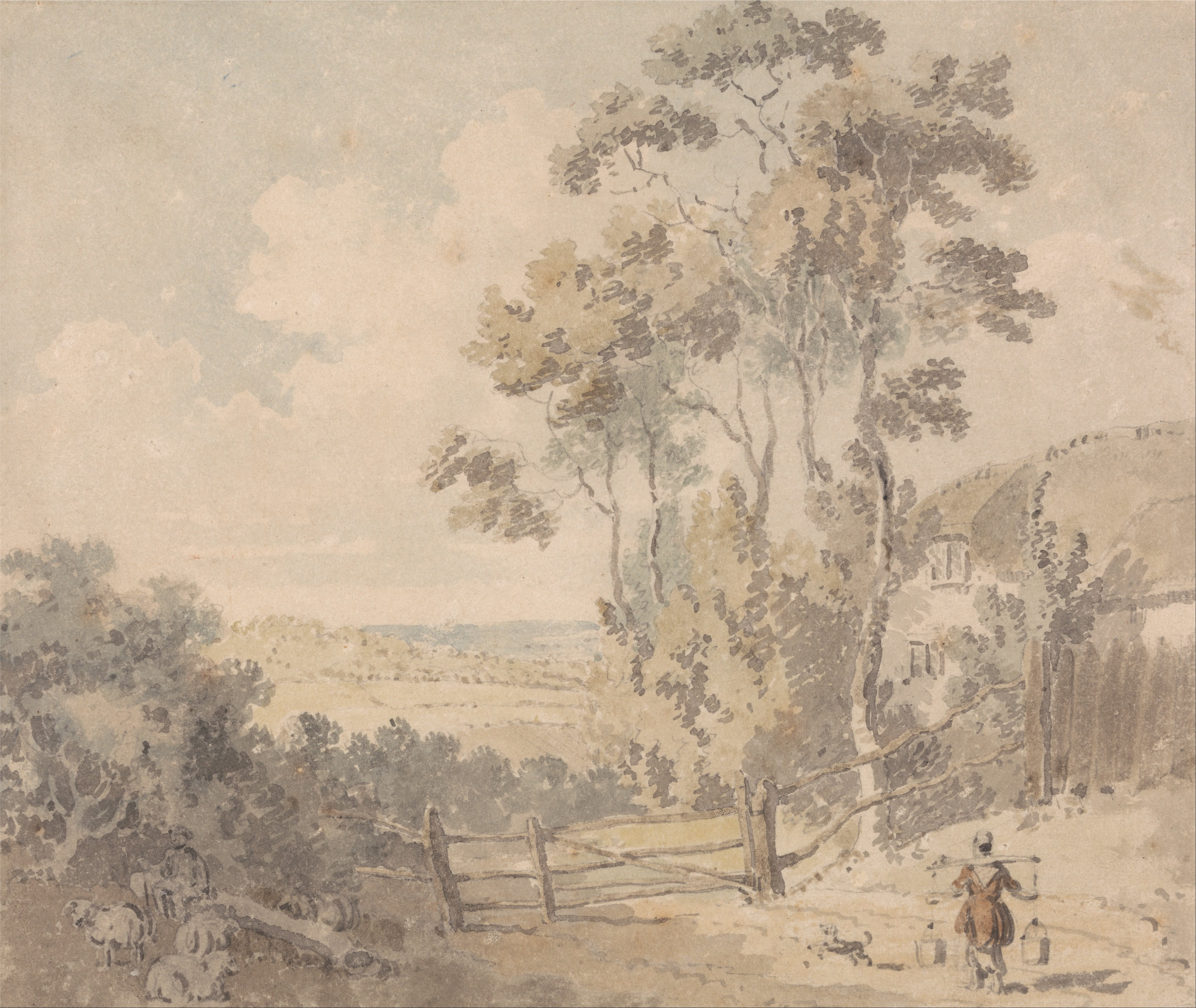
Milkmaid and Dog in a Landscape
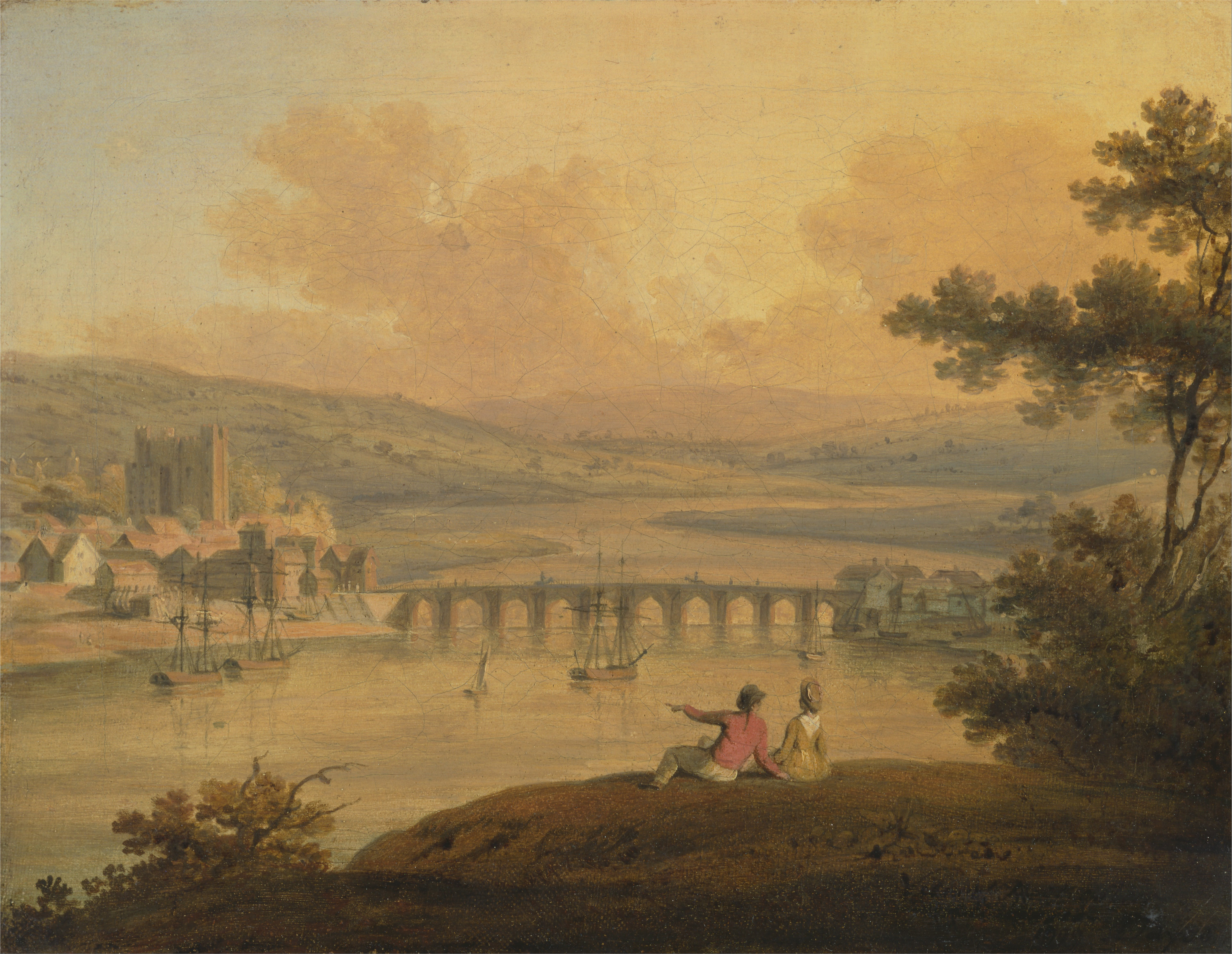
Rochester (1799)
Queen's Square (1786)
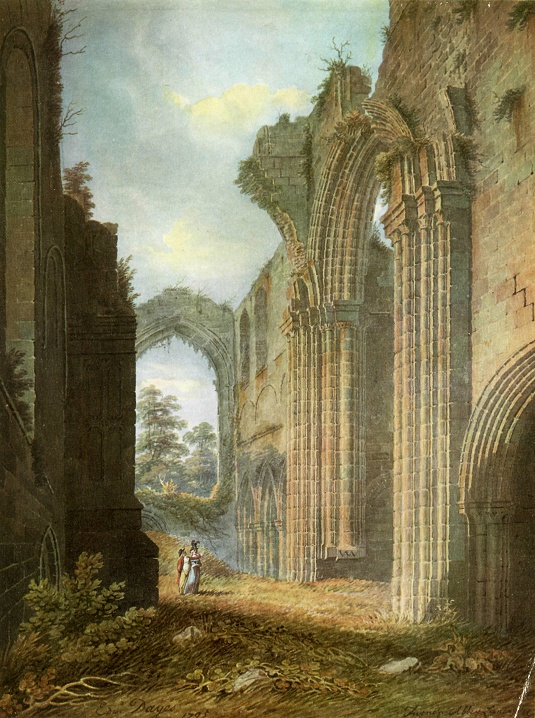
Furness Abbey, Lancashire
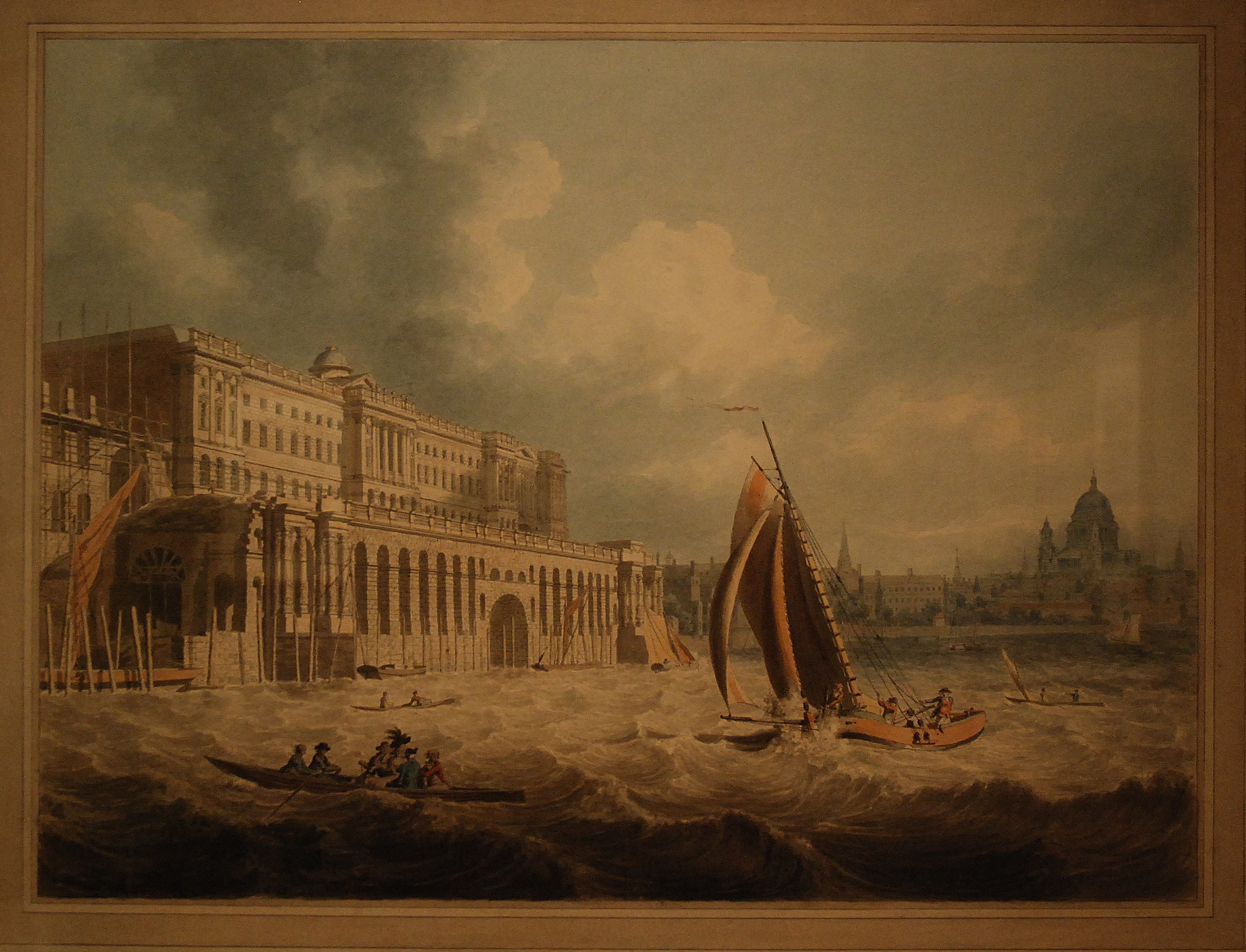
Somerset House from the Thames (1788)
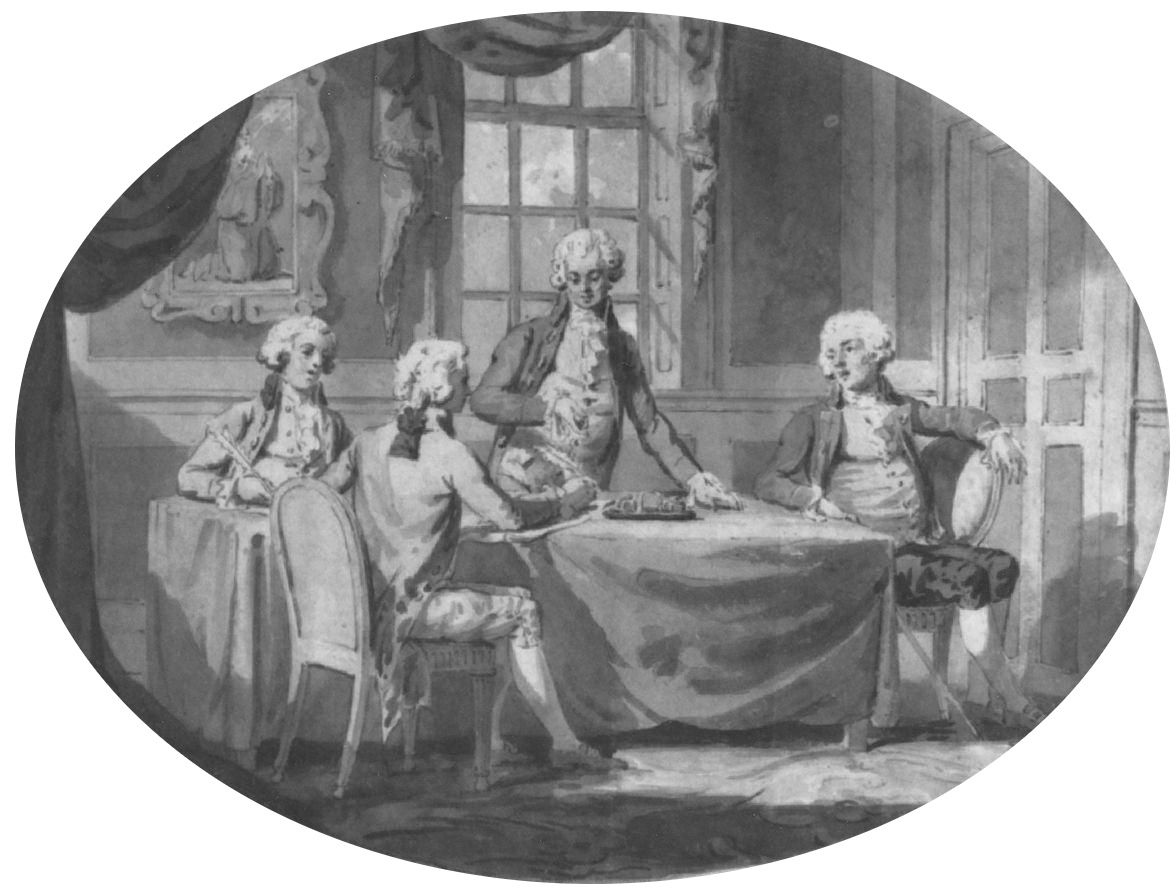
Plenipotentiaries of Britain, Holland, Prussia and Russia signing the Treaty of 1791